# Oslip
Oslip (kroatisch Uzlop, ungarisch Oszlop) ist eine Gemeinde mit 1304 Einwohnern (Stand 1. Jänner 2025) im Bezirk Eisenstadt-Umgebung im Burgenland in Österreich. Die Mehrheit der Bevölkerung zählt zur burgenlandkroatischen Volksgruppe und spricht neben der Hauptsprache Deutsch auch Burgenland-Kroatisch.

## Geografie
Die Gemeinde liegt im nördlichen Burgenland nahe der Landeshauptstadt Eisenstadt und Schützen am Gebirge. Der Ort liegt 127 Meter über der Adria in der Ebene der Wulka, zwischen dem Ruster Hügelland und dem Leithagebirge. Oslip ist der einzige Ort in der Gemeinde.
Nachbargemeinden:
| Stotzing               | Au am Leithaberge (BL)                      | Schützen am Gebirge |
| Eisenstadt             | Kompassrose, die auf Nachbargemeinden zeigt | Oggau               |
| Trausdorf an der Wulka | Sankt Margarethen                           | Rust                |

## Geschichte
Vor Christi Geburt war das Gebiet Teil des keltischen Königreiches Noricum und gehörte zur Umgebung der keltischen Höhensiedlung Burg auf dem Schwarzenbacher Burgberg.
Später unter den Römern lag das heutige Oslip dann in der Provinz Pannonia.
Die erste urkundliche Erwähnung von Zazlup (Oslip) erfolgte 1300 in einer Besitzteilungsurkunde.
Der Ort gehörte wie das gesamte Burgenland bis 1921 zu Ungarn (Deutsch-Westungarn). Seit 1898 musste aufgrund der Magyarisierungspolitik der Regierung in Budapest der ungarische Ortsname Oszlop verwendet werden.
Nach Ende des Ersten Weltkrieges wurde nach zähen Verhandlungen Deutsch-Westungarn in den Verträgen von St. Germain und Trianon 1919 Österreich zugesprochen. Oslip gehört seit 1921 zum neu gegründeten Bundesland Burgenland (siehe auch Geschichte des Burgenlandes).

## Kultur und Sehenswürdigkeiten

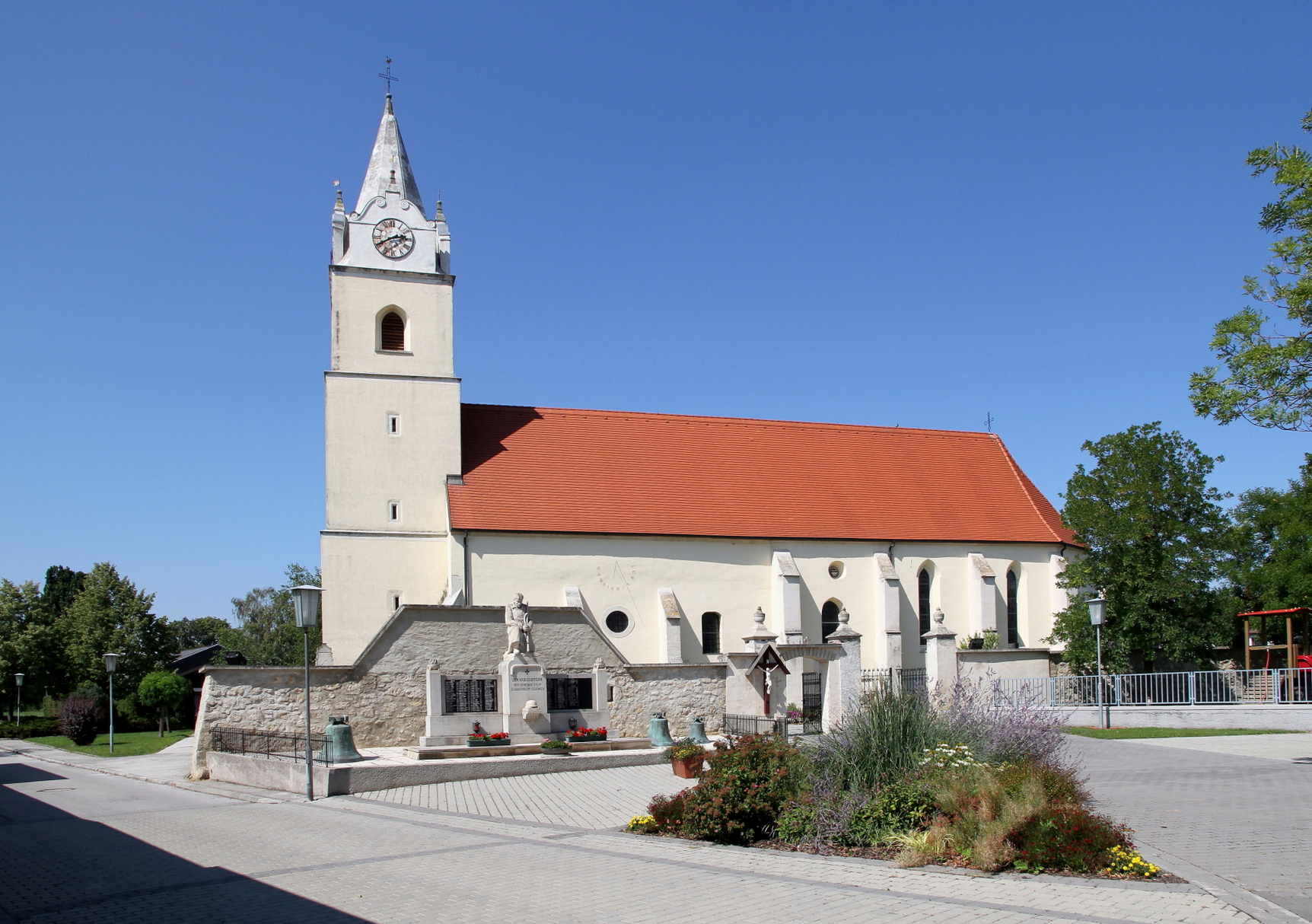
Pfarrkirche Oslip

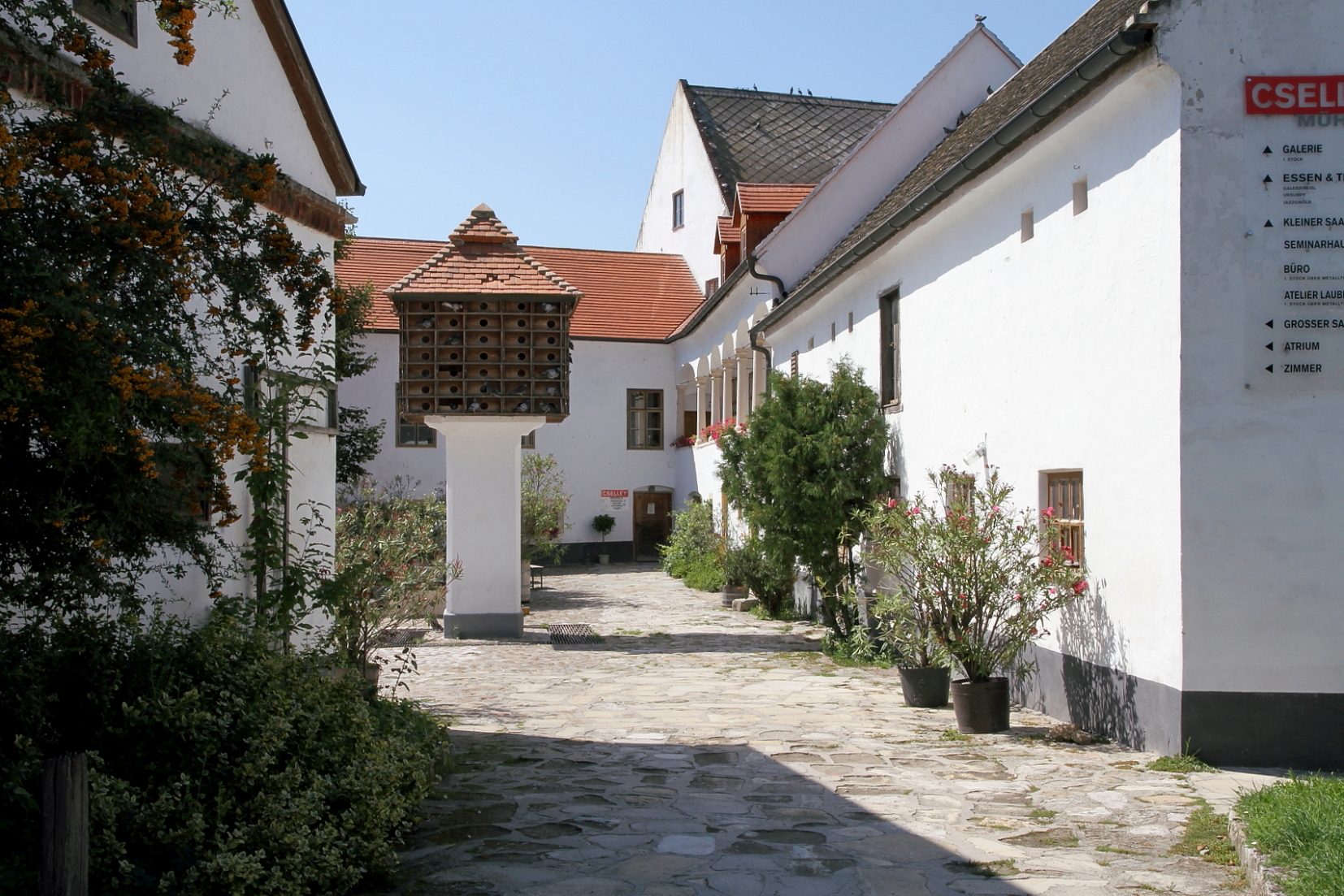
Cselley Mühle

Hauptstraße

Zweisprachiger Kindergarten

- Pfarrkirche Oslip
- Cselley Mühle

## Politik

### Gemeinderat
Der Gemeinderat umfasst aufgrund der Einwohnerzahl insgesamt 19 Mitglieder.
| Partei          | 2022             | 2022             | 2022             | 2017    | 2017    | 2017    | 2012    | 2012    | 2012    | 2007             | 2007             | 2007             | 2002             | 2002             | 2002             | 1997             | 1997             | 1997             |
| Partei          | Sti.             | %                | M.               | Sti.    | %       | M.      | Sti.    | %       | M.      | Sti.             | %                | M.               | Sti.             | %                | M.               | Sti.             | %                | M.               |
| --------------- | ---------------- | ---------------- | ---------------- | ------- | ------- | ------- | ------- | ------- | ------- | ---------------- | ---------------- | ---------------- | ---------------- | ---------------- | ---------------- | ---------------- | ---------------- | ---------------- |
| ÖVP             | 510              | 50,85            | 10               | 564     | 55,79   | 11      | 485     | 49,14   | 10      | 538              | 53,43            | 10               | 494              | 52,11            | 10               | 499              | 55,14            | 11               |
| SPÖ             | 493              | 49.15            | 9                | 410     | 40,55   | 8       | 425     | 43,06   | 8       | 469              | 46,57            | 9                | 454              | 47,89            | 9                | 406              | 44,86            | 8                |
| Grüne           | nicht kandidiert | nicht kandidiert | nicht kandidiert | 37      | 3,66    | 0       | 77      | 7,80    | 1       | nicht kandidiert | nicht kandidiert | nicht kandidiert | nicht kandidiert | nicht kandidiert | nicht kandidiert | nicht kandidiert | nicht kandidiert | nicht kandidiert |
| Wahlberechtigte | 1274             | 1274             | 1274             | 1185    | 1185    | 1185    | 1148    | 1148    | 1148    | 1143             | 1143             | 1143             | 1108             | 1108             | 1108             | 1066             | 1066             | 1066             |
| Wahlbeteiligung | 84,85            | 84,85            | 84,85            | 90,46 % | 90,46 % | 90,46 % | 90,94 % | 90,94 % | 90,94 % | 92,21 %          | 92,21 %          | 92,21 %          | 93,05 %          | 93,05 %          | 93,05 %          | 92,40 %          | 92,40 %          | 92,40 %          |

### Gemeindevorstand
Neben Bürgermeisterin Margit Wennesz-Ehrlich (ÖVP) und Vizebürgermeisterin Elke Dvornikovich (SPÖ) gehören Martin Mileder (SPÖ), Erich Schruiff (ÖVP) und Markus Schumich (ÖVP) dem Gemeindevorstand an.

### Bürgermeister
Am 18. Oktober 2016 trat Stefan Bubich (ÖVP) die Nachfolge von Johann Schumich (ÖVP), der seit 1992 der Gemeinde vorstand, an. Bei der Bürgermeisterdirektwahl vom 1. Oktober 2017 wurde Bubich mit 59,43 % in seinem Amt bestätigt. Sein Mitbewerber Paul Walzer (SPÖ), der seit 2008 Vizebürgermeister war, erhielt 40,57 % der Stimmen. Im Jahr 2021 wurde Margit Wennesz-Ehrlich zur Bürgermeisterin gewählt.
Bei der Wahl 2022 erhielt Margit Wennesz-Ehrlich 52,83 Prozent der Stimmen im ersten Wahlgang und blieb damit Bürgermeisterin von Oslip.

#### Chronik der Bürgermeister
- 1945–1948 Franz Merzlanovich (SPÖ)
- 1948–1958 Alexander Schumich (ÖVP)
- 1958–1962 Franz Sieber (SPÖ)
- 1962–1977 … (ÖVP)
- 1977–1992 Adolf Karlovatz (SPÖ)
- 1992–2016 Johann Schumich (ÖVP)
- 2016–2021 Stefan Bubich (ÖVP)
- seit 2021 Margit Wennesz-Ehrlich (ÖVP)[12]

### Wappen
Blasonierung: In einem von Silber und Blau geteilten Schild: Oben ein spitzgiebeliger blauer Turm mit zwei silbernen Fenstern über einem silbernen Torbogen, begleitet von einem blauen Mühlrad (vorne) und einer blauen Weintraube (hinten). Unten zwei gestürzte spitzgiebelige silberne Türme mit je zwei blauen Fenstern über einem blauen Torbogen.

## Persönlichkeiten
- Rudolf Gamsjäger (1909–1985), ehemaliger Direktor der Wiener Staatsoper, in Oslip beerdigt.
- Stephan Schneider (1878–1952), Landwirt und Politiker
- Simon Schumich (* 1985), Betriebswirt und Autor
- Nicole Trimmel (* 1982), Kickboxerin